# Piló de Bellmaig
El Piló de Bellmaig és una muntanya de 1.281 metres del límit dels termes comunals d'Arles i dels Banys d'Arles i Palaldà, tots dos a la comarca del Vallespir, a la Catalunya del Nord.
Es troba a la zona occidental del terme dels Banys d'Arles (n'és el punt més a l'oest), a l'antic terme de Montalbà, i a l'oriental del d'Arles. És al nord del Cim de la Serra de Degolla i al sud-oest del Coll de Paracolls.
Aquest cim està inclòs al llistat dels 100 cims de la FEEC
Diverses excursions de la zona del Vallespir Mitjà tenen aquest piló com a escenari d'una part del seu recorregut.